# Bougainville Bay
Bougainville Bay (in der deutschen Kolonialzeit Bougainvillebucht genannt) ist eine Bucht an der Nordküste der Provinz Sandaun von Papua-Neuguinea. Sie ist damit Teil der Bismarcksee.
Die Bucht liegt unmittelbar östlich der Grenze zum indonesischen Teil Neuguineas. Die Siedlung Wutung liegt am Ufer der Bucht.
Wie auch der benachbarte Mount Bougainville wurde die Bucht nach Louis Antoine de Bougainville benannt, als der französische Seefahrer und Entdecker Dumont d’Urville im August 1827 an der Küste entlangsegelte.